# Loris (Vorname)
Loris ist ein italienischer männlicher Vorname.

## Herkunft und Bedeutung
Loris leitet sich von lateinisch Laurentius ab und bedeutet entweder Der Lorbeergeschmückte oder Der Mann aus Laurentum. Außerdem tritt Loris als Verkleinerungsform von Lorenzo auf.

## Namensträger

### Vorname
- Loris Azzaro (1933–2003), französischer Modeschöpfer
- Loris Baz (* 1993), französischer Motorradrennfahrer
- Loris Benito (* 1992), Schweizer Fußballspieler
- Loris Campana (1926–2015), italienischer Bahnradsportler
- Loris Capirossi (* 1973), italienischer Motorradrennfahrer
- Loris Francesco Capovilla (1915–2016), italienischer Geistlicher und Kardinal
- Loris Chobanian (1933–2023), US-amerikanischer Komponist und Musikpädagoge
- Loris Dominissini (1961–2021), italienischer Fußballspieler und -trainer
- Loris Francini (* 1962), san-marinesischer Politiker
- Loris Frasnelli (* 1979), italienischer Skilangläufer
- Loris Hezemans (* 1997), niederländischer Automobilrennfahrer
- Loris Karius (* 1993), deutscher Fußballspieler
- Loris Kubeng (* 1992), deutscher Schauspieler
- Loris Malaguzzi (1920–1994), italienischer Pädagoge
- Loris Reggiani (* 1959), italienischer Motorradrennfahrer
- Loris Stecca (* 1960), italienischer Boxer
- Loris Sturlese (* 1948), italienischer Philosophiehistoriker
- Loris Tarabini (* 1987), italienischer Grasskiläufer

### Als Pseudonym
- Hugo von Hofmannsthal (1874–1929) verwandte „Loris“ als Pseudonym.